# 沃尔特·博德默尔
沃尔特·博德默尔（英語：Walter Bodmer，1936年1月10日—）是一位德裔英国人类遗传学家，皇家学会院士和爱丁堡皇家学会会员，1996—2005年担任牛津大学赫特福德学院院长。